# Riccardo Simonetti

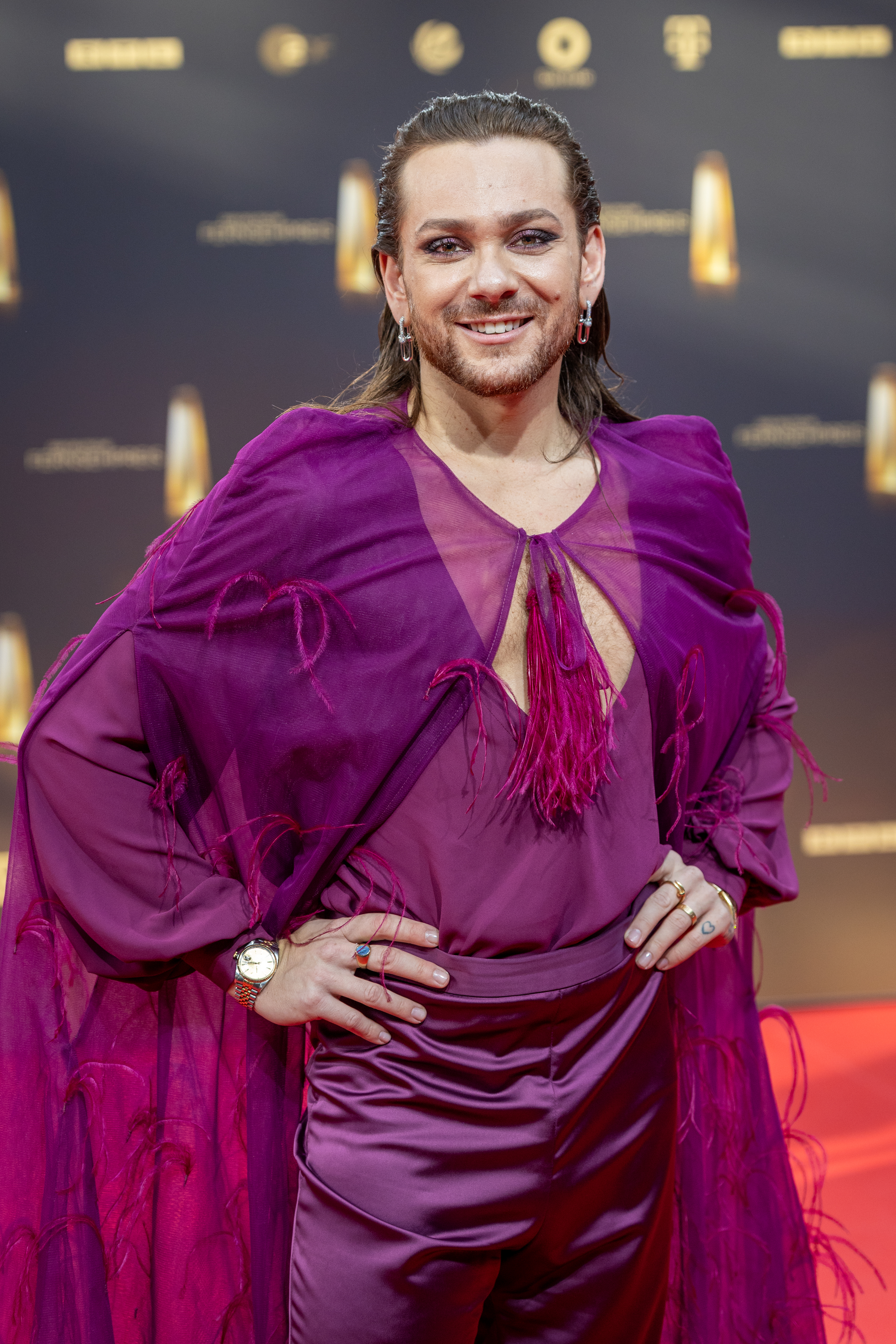
Riccardo Simonetti beim Deutschen Fernsehpreis (2023)

Riccardo Simonetti (* 16. Februar 1993 in Bad Reichenhall) ist ein deutsch-italienischer Moderator und Autor.

## Leben
Simonetti wurde in Bad Reichenhall geboren, wo er ebenfalls aufwuchs. Seine Eltern stammen beide aus Italien. Er erlangte das Abitur am Christophorus-Gymnasium Berchtesgaden. Im Alter von 14 Jahren moderierte er eine eigene Radiosendung und stand regelmäßig vor Fernsehkameras und Mikrofonen. Nach diversen Radiobeiträgen entstanden auch erste Artikel für die lokale Presse. Nach seinem Theaterdebüt mit vier Jahren erhielt er regelmäßig Schauspielunterricht und spielte im Alter von 16 Jahren im Jugendensemble des Salzburger Landestheaters. Er war Ministrant.
Nach dem Abitur und einem Umzug nach München folgten Anstellungen bei E! Entertainment Television, beim Bayerischen Rundfunk und dem Magazin InStyle. Von 2011 bis 2019 betrieb Simonetti den Blog The Fabulous Life of Ricci, auf dem er über Modetrends, Events und Reisen berichtete und auch gesellschaftskritische Themen aufgriff.
Simonetti lebt in Berlin und arbeitet als Model, Schauspieler, Autor und Moderator. Er moderierte unter anderem den Place To B Award, den Deutschen Blogger Preis oder die Tribute to Bambi Gala. Simonetti ist regelmäßig zu Gast in diversen TV- und Talkshows und moderiert seit 2021 seine eigene Sendung im WDR namens Legendär. Zusammen mit Andrea Kiewel moderierte er ab 2020 außerdem den ZDF-Fernsehgarten. 2022 war er Teilnehmer der TV-Show Wer stiehlt mir die Show?.
Für den Computeranimationsfilm Die Unglaublichen 2 synchronisierte Simonetti die Rolle von HeLectrix.
2018 erschien Simonettis autobiografisches Buch Mein Recht zu funkeln. Sein zweites Buch Raffi und sein pinkes Tutu (2019) ist ein Kinderbuch zum Thema Toleranz und Anderssein. Sein drittes Buch, Mama, ich bin schwul, das er gemeinsam mit seiner Mutter geschrieben hat, wurde zum Spiegel-Bestseller.
Simonetti war von 2017 bis 2023 Kampagnenbotschafter des Vereins Jugend gegen AIDS, seit 2018 ist er Botschafter der Organisation DKMSlife.
Das Forbes Magazin wählte Riccardo Simonetti 2019 zu den „30under30“, den 30 einflussreichsten Menschen unter 30. Seit 2019 ist er unregelmäßig Teilnehmer in der TV-Sendung Joko & Klaas gegen ProSieben.
2021 gründete Simonetti einen gemeinnützigen Verein, die Riccardo Simonetti Initiative. Dieser möchte „Informationen (…) vermitteln und Sichtbarkeit für marginalisierte und benachteiligte Menschengruppen in der Gesellschaft (…) schaffen“. Von Februar bis Dezember 2021 war er LGBT*-Sonderbotschafter des Europäischen Parlaments.
Von Februar bis Juni 2023 zeichnete er zusammen mit Anke Engelke den Spotify-Podcast Quality Time auf. Von November 2023 bis August 2024 erschien der neue, von Wondery produzierte Podcast FREE HUGS auf Amazon Music.
Simonetti hatte sein Coming-out als Homosexueller Mitte der 2010er-Jahre. 2024 heiratete er seinen Partner Steven.
Im März 2025 kündigte der NDR einen Gastauftritt von Simonetti in der Kindersendung Sesamstraße an. Daraufhin kam es zu heftigen Anfeindungen im Netz. Die Hassnachrichten unter dem Post des offiziellen „Sesamstraße“-Facebook-Accounts eskalierten dermaßen, dass die Kommentarspalte geschlossen wurde, „da homophobe und beleidigende Äußerungen gegen Riccardo Simonetti zugenommen“ hätten: „Wir dulden solche Kommentare nicht und löschen diese“.

## Moderationen

### Aktuell
- seit 2022: Glow Up – Deutschlands nächster Make-up-Star, ZDFneo
- seit 2022: Salon Simonetti[27], ARD

## Auszeichnungen (Auswahl)
- 2018: About You Award in der Kategorie Fashion[28]
- 2018: Place to B Ehrenpreis der Axel Springer SE[29]
- 2019: About You Award in der Kategorie Idol of the Year[30]
- 2019: Vom deutschsprachigen Forbes Magazin in die „30under30“ gewählt, den 30 einflussreichsten Menschen unter 30[31]
- 2020: Nickelodeon Kids’ Choice Awards in der Kategorie Together for Good[32]
- 2020: E! People’s Choice Award in der Kategorie German Personality of 2020[33]
- 2022: Tiger Award in der Kategorie Digital Diversity[34]
- 2022: Vienna Award in der Kategorie Diversity Style Icon[35]

## Buchveröffentlichungen
- Mein Recht zu funkeln. Community Editions, Köln 2018, ISBN 978-3-96096-051-5.
- Raffi und sein pinkes Tutu. Community Editions, Köln 2019, ISBN 978-3-96096-109-3.
- Mama, ich bin schwul. Goldmann, 2021, ISBN 978-3-442-17930-5.
- Raffi & Juli. Community Editions, 2023, ISBN 978-3-96096-311-0.